# Georg II. (Griechenland)

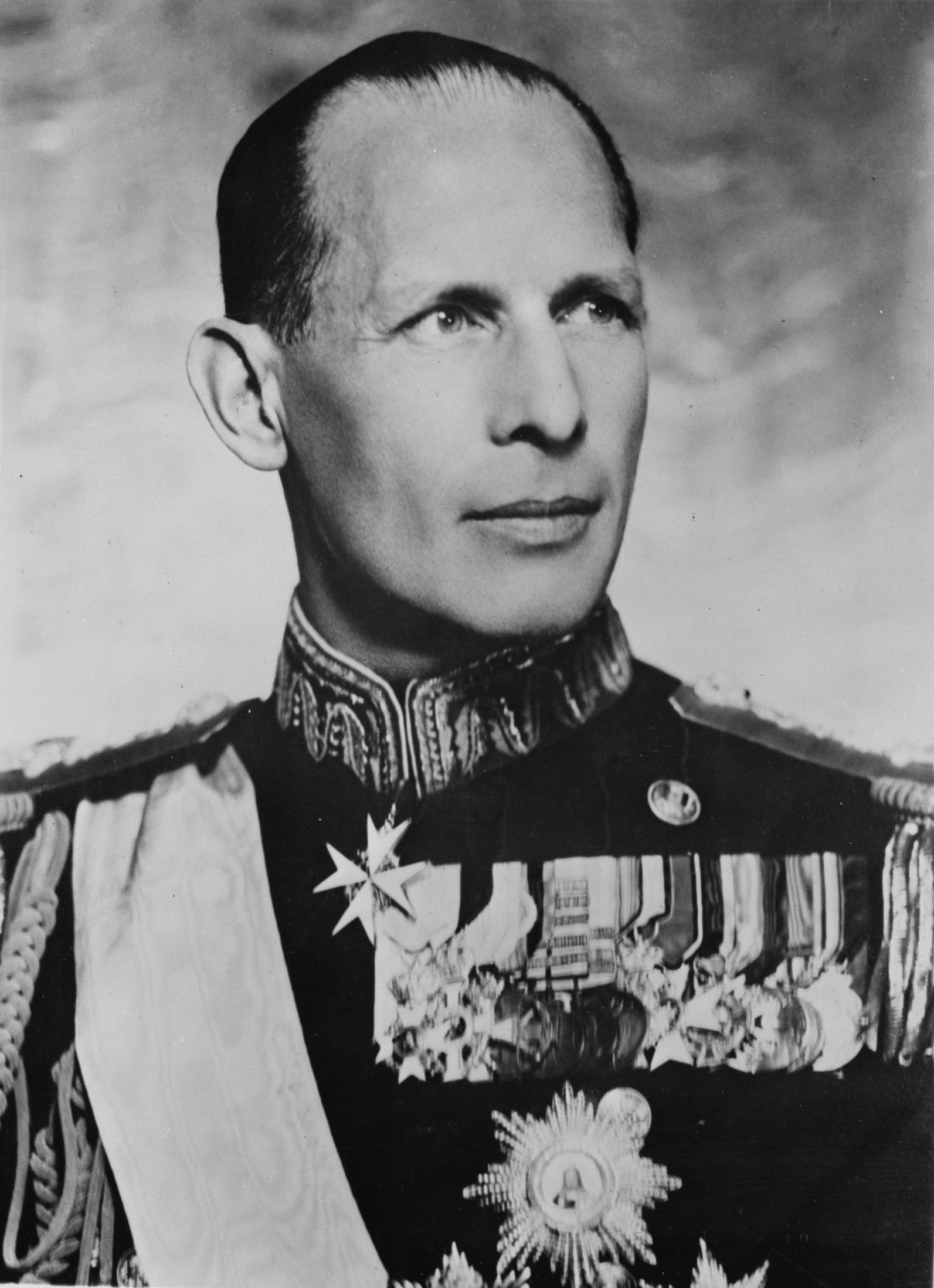
Georg II. von Griechenland

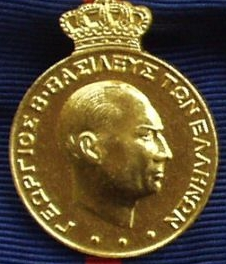
Georg II. von Griechenland auf dem Orden für hervorragende Leistungen bei der Arbeit

Georg II. von Griechenland (griechisch Γεώργιος Β΄ τῆς Ἐλλάδος Geórgios B tîs Helládos, * 7. Julijul. / 19. Juli 1890greg. in Tatoi; † 1. April 1947 in Athen), geborener Prinz Georg II. zu Schleswig-Holstein-Sonderburg-Glücksburg, regierte von 1922 bis 1924 und von 1935 bis 1947 als König der Hellenen. Er war ältester Sohn von Konstantin I. von Griechenland und dessen Frau Sophie von Preußen.

## Herkunft
Georg war der älteste Sohn des damaligen Kronprinzen Konstantin von Griechenland (1868–1923) und dessen Gemahlin Sophie von Preußen (1870–1932). Zum Zeitpunkt seiner Geburt regierte sein Großvater Georg I., der 1863 die Herrschaft des deutschstämmigen Hauses Glücksburg in Griechenland begründet hatte. Mütterlicherseits war er Enkel des Deutschen Kaisers Friedrich III. (1831–1888) und Kaiserin Victoria (1840–1901). Sein Onkel Wilhelm II. (1859–1941), regierte seit 1888 als Deutscher Kaiser und König von Preußen.

## Erste Amtszeit und Exil
Am 18. März 1913 wurde Georgs Großvater König Georg I. durch einen Attentäter ermordet. Sein Vater bestieg als Konstantin I. den Thron und Georg wurde Kronprinz.
Konstantin I. dankte im Ersten Weltkrieg am 12. Juli 1917 ab, weil seine Haltung deutschfreundlich war, eine Mehrheit der Griechen der Entente zuneigte und weil Griechenland am 29. Juni 1917 den Mittelmächten den Krieg erklärt hatte.
König, Königin und Kronprinz verließen gemeinsam das Land, während Georgs nächstjüngerer Bruder (* 1893) als Alexandros I. den griechischen Thron bestieg. Alexandros starb im Oktober 1920 an einer Blutvergiftung, und Konstantin wurde nach einer Volksabstimmung auf den Thron zurückgerufen.
Am 27. September 1922 dankte Konstantin infolge des Plastiras-Putsches ab, und Georg wurde als Georg II. zum König von Griechenland inthronisiert. Georg verließ Griechenland im Dezember 1923 und lebte zunächst in Bukarest, ab 1931 in London. Am 25. März 1924 proklamierte das griechische Parlament die Republik; diese wurde per Referendum am 13. April bestätigt. Zum 1. Mai 1924 wurde Griechenland eine Republik.
Die unter Kriegsrecht durchgeführte Parlamentswahl am 9. Juni 1935 wurde von den Oppositionsparteien boykottiert. Die konservative Volkspartei von Panagis Tsaldaris erreichte 65 % der Stimmen und infolge des Mehrheitswahlrechts 254 der 300 Parlamentssitze. Anhänger der Monarchie um Ioannis Metaxas, Ioannis Rallis und Georgios Stratos drängten auf die Wiedereinsetzung des Königs. Bei einer (vom Historiker Richard Clogg als „offene Farce“ bezeichneten) Volksbefragung – Georg II. wollte nur dann aus dem Exil zurückkehren, „wenn eine absolute Mehrheit des Volkes es wünsche“ – entfielen 98 % der Stimmen auf die Seite für die Wiederherstellung der Monarchie.

## Zweite Amtszeit, Exil und Rückkehr
Am 3. November 1935 kehrte Georg auf den Thron zurück. Im Sinne der Aussöhnung der verfeindeten politischen Lager ernannte er zunächst Konstantinos Demertzis zum Ministerpräsidenten. Nach dessen Tod im April 1936 ernannte er General Ioannis Metaxas zum Regierungschef und Außenminister von Griechenland. Dieser errichtete ab August ein diktatorisches Regime; außenpolitisch blieb er den Briten verbunden.
Am 28. Oktober 1940 lehnte Metaxas das Ultimatum Mussolinis zur Kapitulation mit dem berühmten «ὄχι» („nein“) ab. Dieser Tag ist noch heute ein Nationaler Feiertag in Griechenland. Die angreifenden italienischen Truppen konnten von den Griechen bis hinter die albanische Grenze zurückgetrieben werden. Anfang April 1941 unterstützen deutsche und bulgarische Truppen die Italiener. Am 21. April 1941 kapitulierten die griechisch-britischen Streitkräfte, und König Georg II., Teile der Regierung und die britischen Truppen zogen sich zunächst auf die Insel Kreta zurück und während der Luftlandeschlacht um Kreta Ende Mai 1941 von dort nach Ägypten. Die griechische Exilregierung etablierte sich zunächst im ägyptischen Alexandria, dann in London, ab März 1943 in Kairo.

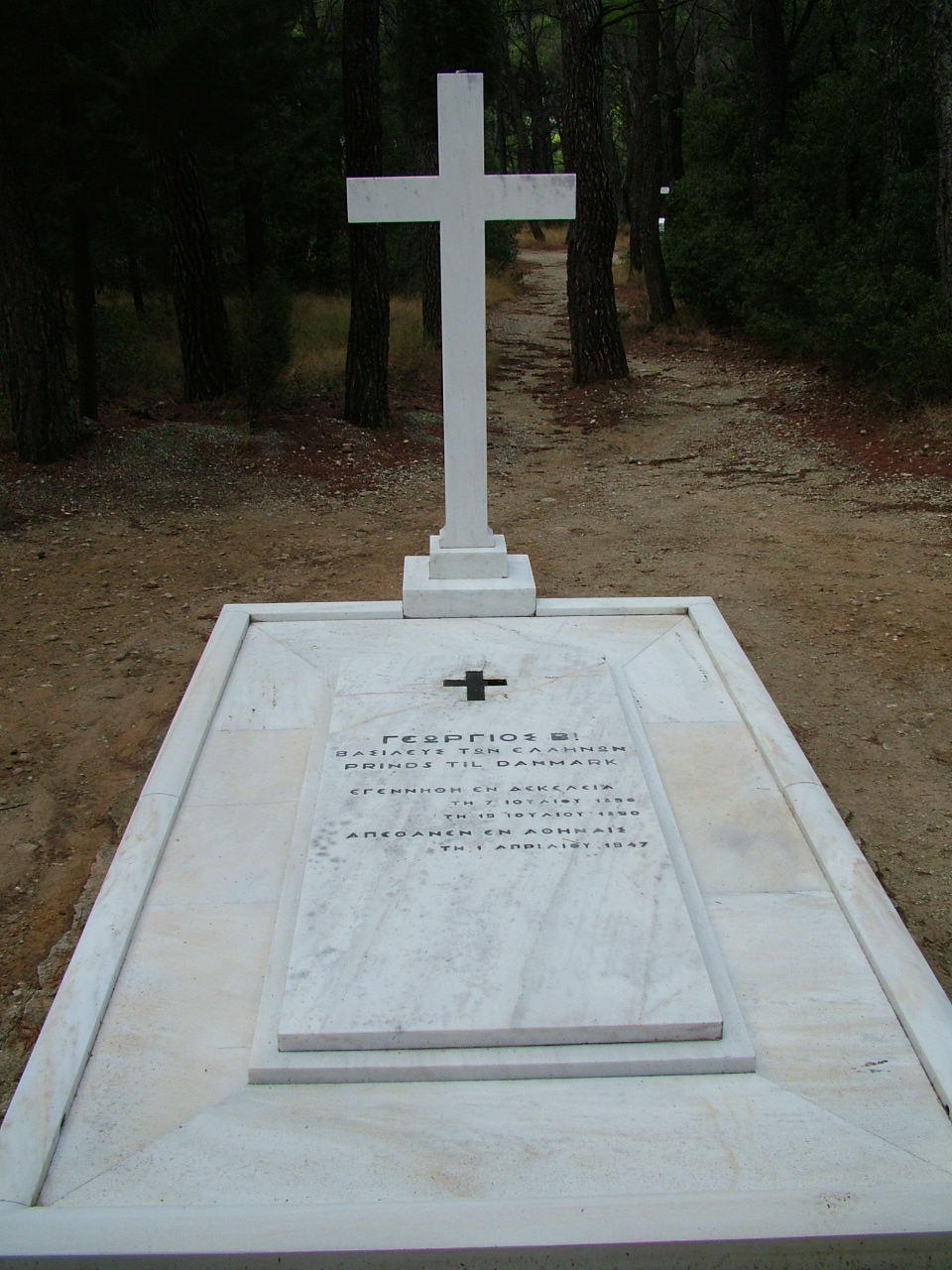
Grab von Georg II. in Tatoi

Als 1944 die deutsche Besetzung endete, setzte sich Großbritannien für die Erhaltung der Monarchie unter Georg II. ein, entgegen dem Widerstand der in Griechenland vorherrschenden Nationalen Befreiungsfront EAM und der Volksbefreiungsarmee ELAS, die eine Volksabstimmung über die Staatsform forderten. Die britische Regierung unter Winston Churchill fürchtete die Errichtung einer griechischen Volksrepublik und unterstützte daher die hinter Georg II. stehenden monarchistischen und rechtsnationalen Kräfte. Das führte Ende 1944 zu bewaffneten Auseinandersetzungen und bürgerkriegsähnlichen Zuständen in Athen. Da die Rückkehr Georgs von breiten Kreisen in Griechenland abgelehnt wurde, ernannte er am 30. Dezember 1944 den Erzbischof von Athen Damaskinos zum Regenten. Nach der militärischen Intervention von Großbritannien endete die Schlacht um Athen mit dem Abkommen von Varkiza im Februar 1945. Die ELAS wurde entwaffnet und demobilisiert. Die Auseinandersetzungen über die Staatsform mündeten im Juni 1946 in einen blutigen Bürgerkrieg, der erst im Oktober 1949 endete.
Am 28. September 1946 erfolgte eine Volksabstimmung, und 68 % sprachen sich für die Monarchie aus. König Georg II. kehrte nach Athen zurück. Am 1. April 1947 starb er im Alter von 56 Jahren in Athen und wurde in Tatoi beerdigt. Sein 45-jähriger Bruder wurde als Paul neuer König von Griechenland.

## Familie
Am 27. Februar 1921 heiratete Georg die Prinzessin Elisabeth von Rumänien, Tochter des Königs Ferdinand I. von Rumänien. Die Ehe blieb kinderlos und wurde am 6. Juli 1935 geschieden.